# 船帆座 (衛星)
船帆座（Vela）是美國船帆座計畫中「船帆座酒店」部分所發展的一組偵察衛星的名稱，用於探測核爆和監測蘇聯有無違反1963年《部分禁止核試驗條約》的核活動。
1959年，船帆座作為一項小額預算研究計畫啟動。26年後，船帆座成為一個成功且具有成本效益的軍事太空系統，同時也提供了太空天然輻射源的科學數據。 1970年代，核子探測任務由國防支持計劃衛星接手。1980年代末，全球定位系統衛星對其進行了增強。該計劃現稱為綜合作戰 NuDet（核爆）探測系統（IONDS）。

## 科學貢獻
1967年7月2日，船帆座4號和船帆座3號衛星探測到一道伽馬輻射閃光，與任何已知的核武特徵都不一樣。雖然不確定發生了什麼，但認為事情並不特別緊急，由雷·克萊貝薩德爾 (Ray Klebesadel) 領導的洛斯阿拉莫斯科學實驗室團隊將數據歸檔以供調查。隨著配備更好儀器的更多船帆座衛星發射升空，洛斯阿拉莫斯團隊繼續在他們的數據中發現無法解釋的伽瑪射線暴。
透過分析不同衛星探測到的爆發的不同到達時間，研究小組能夠粗略估計16次爆發的位置，並最終排除地球或太陽爆發的可能性。與普遍看法相反，這些數據從未保密。經過徹底的分析，該發現於1973年作為一篇題為“來自宇宙的伽瑪射線暴觀測”的天體物理學雜誌文章發表。這讓天文學界意識到了伽瑪射線暴的存在，現在伽馬射線爆發被認為是宇宙中最劇烈的事件。